# Ignaz Holzbauer

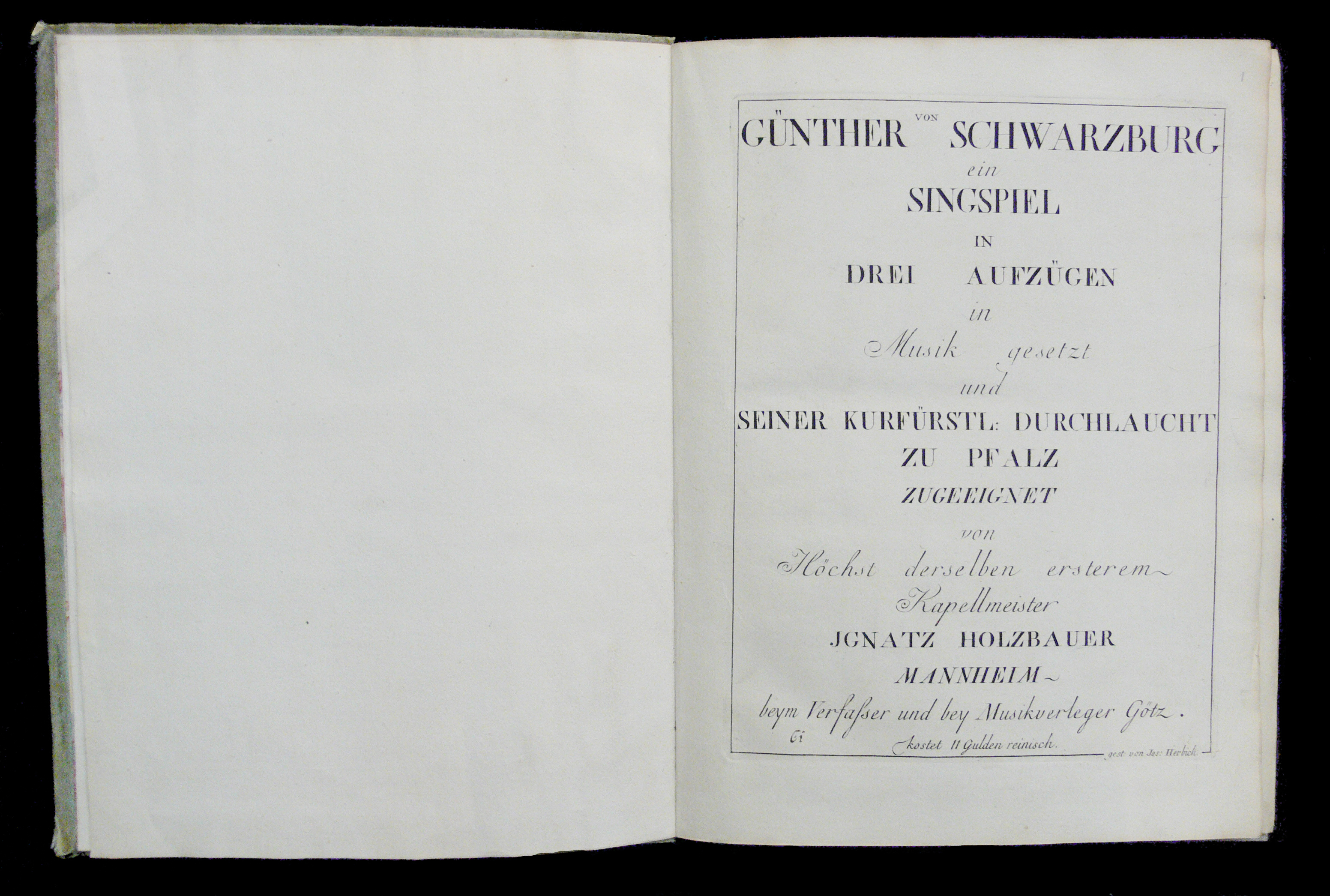
Titelpagina van de originele partituur van Holzbauers opera Günther von Schwarzburg (1777)

Ignaz Jacob Holzbauer (Wenen, 17 september 1711 – Mannheim, 7 april 1783) was een Oostenrijks componist. Hij leverde belangrijke bijdragen aan het 18e-eeuwse muziekleven in Wenen en Mannheim, waar hij meer dan 25 jaar (1753–1778) kapelmeester was aan het keurvorstelijk hof van Karel Theodoor van Beieren. Daar behoorde hij, naast onder andere Johann Stamitz, František Xaver Richter en Anton Fils, tot de eerste generatie componisten van de Mannheimer Schule.

## Leven
Holzbauer werd geboren als zoon van een Weense leerhandelaar en raakte op jonge leeftijd geïnteresseerd in muziek. Hij kreeg hierin geen steun van zijn vader, die wilde dat hij rechten zou gaan studeren. Holzbauer bleef bij zijn wens om te worden opgeleid als musicus en trad toe tot het jongenskoor van de Stephansdom, waar hij zang-, piano-, viool- en cellolessen kreeg, die hij voldeed met eigen composities. Door middel van zelfstudie maakte hij zich Johann Joseph Fux’ muziektraktaat Gradus ad Parnassum eigen. Het lukte Holzbauer met Fux in contact te komen, die, nadat Holzbauer hem een voltooide muziekoefening had voorgelegd, enthousiast over hem raakte en hem een reis naar Italië aanraadde om zijn muzikale kennis te verbreden.
Na een kortstondige aanstelling bij graaf Thurn-Valsassina van Laibach (Ljubljana), en een uitstapje naar Venetië werd Holzbauer aangesteld als kapelmeester van graaf Rottal van Holešov in Moravië. Zijn opera Lucio Papirio dittatore werd er uitgevoerd in 1737 en in datzelfde jaar trouwde hij met de zangeres Rosalie Andreides. Het jonge echtpaar vertrok datzelfde jaar voor een periode van drie jaar naar Italië, waar ze steden als Milaan en Venetië aandeden. Voor de Weense uitvoering van Johann Adolf Hasse’s ballet Ipermestra componeerde Holzbauer de balletmuziek, in samenwerking met Franz Hilverding. De jaren 1746–1750 had hij een aanstelling aan het Burgtheater in Wenen als componist van balletmuziek.
Holzbauer volgde in 1751 Giuseppe Antonio Brescianello op als Oberkapellmeister in aan het Württemberger hof in Stuttgart, maar raakte betrokken bij hofintriges. Zijn geluk was de succesvolle uitvoering van zijn opera Il figlio delle selve in het theater van Schwetzingen, de zomerresidentie van keurvorst Karel Theodoor, waardoor hij benoemd werd tot kapelmeester van het theater in Mannheim. Zijn muziek domineerde de theaterbühne in Mannheim, maar ook in Italië was zijn muziek gewild: Holzbauer vertrok regelmatig naar Rome en Turijn voor de uitvoering van zijn opera Ninetti en naar Parijs en Milaan voor de productie van Alessandro nell’Indie.
Vanaf de jaren 1760 haalde Holzbauer de banden aan met het Weense muziekleven, waar in het Burgtheater een aantal instrumentale werken en zijn oratorium La Betulia liberata werd uitgevoerd. In Mannheim volgde hij de overleden Carlo Grua op als leider van de hofkapel. Onder zijn leiding groeide het hoforkest uit tot een van de beste orkesten van Europa. Hoewel het accent van Holzbauers composities was verschoven naar met name de kerkmuziek, verloor hij de opera niet uit het oog. Zijn grootste succes behaalde hij met de ‘eerste Duitse opera’ Günther von Schwarzburg (1777), op een libretto van de Mannheimer Jezuïet Anton Klein. Toen het hof in 1778 vertrok naar München, verkoos Holzbauer in Mannheim te blijven, waar zijn eenakter La morte di Didone in 1779 werd uitgevoerd. Holzbauer kreeg te maken met acute doofheid en andere ziekteverschijnselen, maar het lukte hem nog om de opera Tancredi (voor het hoftheater in München) kort voor zijn dood te voltooien.

## Werken (selectie)

### Opera's
- Hypermnestra (teutsche Opera, 1741, Wenen)
- Günther von Schwarzburg, Singspiel in drie bedrijven, libretto: Anton Klein. Première: Mannheim, Hoftheater, 5 januari 1777.  Moderne uitgave: Denkmäler deutscher Tonkunst, viii–ix (1902)
- La morte di Didone, drama in een bedrijf, libretto: Pietro Metastasio. Première: Mannheim, Nationaltheater, 6 juli 1779.

### Oratoria
- La Passione de Gesù Cristo, libretto: Metastasio (1754)
- Isacco, libretto: Metastasio (1757, verdwenen)
- La Betulia liberata, libretto: Metastasio (1760)
- Il guidizio di Salomone, libretto: Mattia Verazi (1765)
- Giefte, libretto: Verazi (verdwenen)

### Symfonieën
- 6 simphonies à 4 parties, op. 2 [s.n.] [s.l.]
- 6 simphonies à 8 parties, op. 3 (Breitkopf, 1769)
- 3 simphonies à grand orchestre, op. 4 (Breitkopf, 1769)

## Citaten
- Over de première van Günther von Schwarzburg (1777) in Mannheim schreef Wolfgang Amadeus Mozart, die in het publiek zat: [...] die Musick von Holzbauer ist sehr schön. [...] am meisten wundert mich, daß ein so alter Mann wie holzbauer, noch so viell geist hat; denn das ist nicht zu glauben was in der Musick für feüer ist.